# Torneo de Catar 2021
El Qatar Total Open 2021
fue un torneo de tenis WTA 500 en la rama femenina. Se disputó en Doha (Catar), en el complejo International Tennis and Squash y en cancha dura al aire libre. Anualmente se solía jugar de una a dos semanas después del Australian Open, pero este año se jugará del 1 al 6 de marzo debido a la Pandemia de COVID-19.

## Distribución de puntos
| Modalidad  | G   | F   | SF  | CF  | Ronda de 16 | Ronda de 32 | C  | C3 | C2 | C1 |
| Individual | 470 | 305 | 185 | 100 | 55          | 1           | 25 | 18 | 13 | 1  |
| Dobles     | 470 | 305 | 185 | 100 | 1           |             |    |    |    |    |

## Cabezas de serie

### Individuales femenino
| Tenista           | Ranking | Preclasificada |
| Elina Svitólina   | 5       | 1              |
| Karolína Plíšková | 6       | 2              |
| Aryna Sabalenka   | 8       | 3              |
| Petra Kvitová     | 10      | 4              |
| Kiki Bertens      | 11      | 5              |
| Belinda Bencic    | 12      | 6              |
| Jennifer Brady    | 13      | 7              |
| Victoria Azarenka | 14      | 8              |

- Ranking del 22 de febrero de 2021.[2]

### Dobles femenino
| Tenista                               | Ranking | Preclasificada |
| Barbora Krejčíková Kateřina Siniaková | 15      | 1              |
| Nicole Melichar Demi Schuurs          | 23      | 2              |
| Shuko Aoyama Ena Shibahara            | 29      | 3              |
| Anna Blinkova Gabriela Dabrowski      | 59      | 4              |

## Campeones

### Individual femenino
Petra Kvitová venció a  Garbiñe Muguruza por 6-2, 6-1

### Dobles femenino
Nicole Melichar /  Demi Schuurs vencieron a  Monica Niculescu /  Jeļena Ostapenko por 6-2, 2-6, [10-8]